# Římskokatolická farnost Trstěnice
Římskokatolická farnost Trstěnice je územním společenstvím římských katolíků v litomyšlském vikariátu královéhradecké diecéze.

## O farnosti

### Historie
První písemná zmínka o Trstěnicích je z roku 993. Místní kostel, zasvěcený svatému Kříži, byl původně filiální k farnosti Čistá u Litomyšle, později byla v Trstěnicích zřízena samostatná farnost (farnost Čistá pak existovala samostatně až do 31. prosince 2006 a k 1. lednu 2007 zanikla sloučením s proboštstvím litomyšlským). Po polovině 20. století již farnost neměla sídelního duchovního správce, v roce 1970 je uváděna v diecézním schmématismu jako spravovaná ex currendo z farnosti Karle. Při reorganizaci duchovní správy po roce 2000 však byla trstěnické farnosti ponechána právní subjektivita a naopak farnost Karle byla k 1. červenci 2007 zrušena a k Trstěnicím přifařena.

### Současnost
Farnost je administrována ex currendo z Mladočova.
| Fotografie | Kostel                      | Místo       | Bohoslužba             | Bohoslužba                      | Poznámka        |
| ---------- | --------------------------- | ----------- | ---------------------- | ------------------------------- | --------------- |
|            | Kaple sv. Jana Nepomuckého  | Chmelík     | neslouží se pravidelně | neslouží se pravidelně          | filiální kostel |
|            | Kostel sv. Bartoloměje      | Karle       | neděle                 | 11.30 (1x měsíčně dle ohlášení) | filiální kostel |
|            | Kaple sv. Cyrila a Metoděje | Ostrý Kámen | neslouží se pravidelně | neslouží se pravidelně          | obecní kaple    |
|            | Kostel Nalezení sv. Kříže   | Trstěnice   | neděle                 | 9.00                            | farní kostel    |